# Colomby-Anguerny
Colomby-Anguerny est une commune française située dans le département du Calvados en région Normandie. Elle est créée le 1er janvier 2016 par la fusion de deux communes, sous le régime juridique des communes nouvelles. Les communes d'Anguerny et Colomby-sur-Thaon deviennent des communes déléguées jusqu'au 1er janvier 2019, date à laquelle la fusion devient totale.
Elle est peuplée de 1 356 habitants.

## Géographie

### Hydrographie
La commune est située dans le bassin Seine-Normandie. Elle n'est drainée par aucun cours d'eau,.

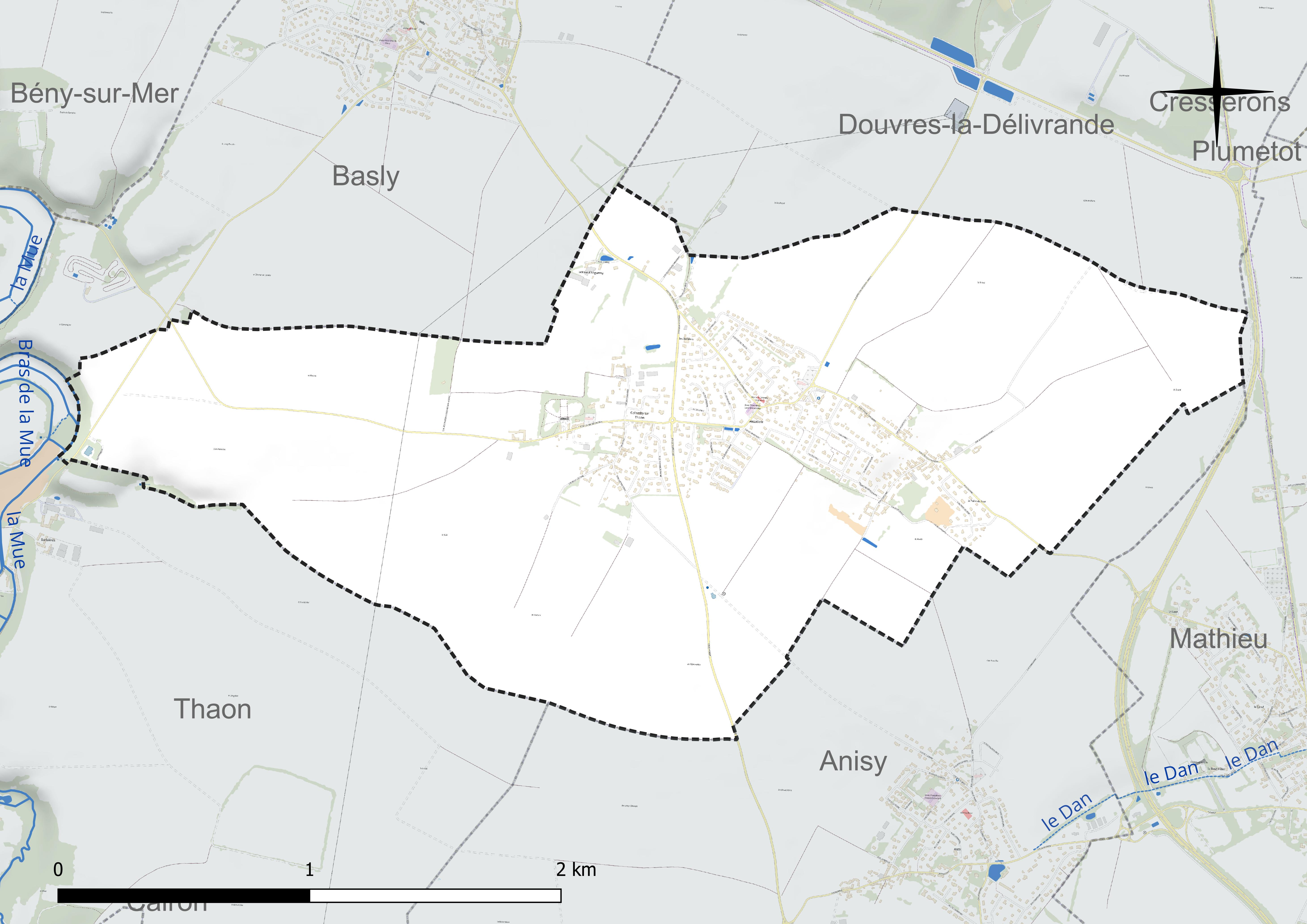
Réseau hydrographique de Colomby-Anguerny.

### Climat
Pour des articles plus généraux, voir Climat de la Normandie et Climat du Calvados.
En 2010, le climat de la commune est de type climat océanique altéré, selon une étude du CNRS s'appuyant sur une série de données couvrant la période 1971-2000. En 2020, Météo-France publie une typologie des climats de la France métropolitaine dans laquelle la commune est exposée à un climat océanique et est dans la région climatique  Normandie (Cotentin, Orne), caractérisée par une pluviométrie relativement élevée (850 mm/a) et un été frais (15,5 °C) et venté. Parallèlement le GIEC normand, un groupe régional d'experts sur le climat, différencie quant à lui, dans une étude de 2020, trois grands types de climats pour la région Normandie, nuancés à une échelle plus fine par les facteurs géographiques locaux. La commune est, selon ce zonage, exposée à un « climat des plateaux abrités », correspondant à la plaine agricole de Caen à Falaise, sous le vent des collines de Normandie et proche de la mer, se caractérisant par une pluviométrie et des contraintes thermiques modérées.
Pour la période 1971-2000, la température annuelle moyenne est de 10,7 °C, avec  une amplitude thermique annuelle de 12,1 °C. Le cumul annuel moyen de précipitations est de 694 mm, avec 11,7 jours de précipitations en janvier et 7,2 jours en juillet. Pour la période 1991-2020, la température moyenne annuelle observée sur la station météorologique la plus proche, située sur la commune de Bernières-sur-Mer à 8 km à vol d'oiseau, est de 11,7 °C et le cumul annuel moyen de précipitations est de 695,0 mm,. Pour l'avenir, les paramètres climatiques de la commune estimés pour 2050 selon différents scénarios d'émission de gaz à effet de serre sont consultables sur un site dédié publié par Météo-France en novembre 2022.

## Urbanisme

### Typologie
Au 1er janvier 2024, Colomby-Anguerny est catégorisée bourg rural, selon la nouvelle grille communale de densité à 7 niveaux définie par l'Insee en 2022.
Elle est située hors unité urbaine. Par ailleurs la commune fait partie de l'aire d'attraction de Caen, dont elle est une commune de la couronne,. Cette aire, qui regroupe 296 communes, est catégorisée dans les aires de 200 000 à moins de 700 000 habitants,.

## Toponymie
Le néo-toponyme est formé de la simple juxtaposition des toponymes des communes réunies.
Le gentilé est Colombiais-Agernynois.

## Histoire
La commune est créée le 1er janvier 2016 par un arrêté préfectoral du 30 septembre 2015, par la fusion de deux communes, sous le régime juridique des communes nouvelles instauré par la loi no 2010-1563 du 16 décembre 2010 de réforme des collectivités territoriales. Les communes d'Anguerny et Colomby-sur-Thaon deviennent des communes déléguées et Anguerny est le chef-lieu de la commune nouvelle. La fusion devient totale le 1er janvier 2019.

## Politique et administration
| Période      | Période  | Identité            | Étiquette | Qualité                          |
| ------------ | -------- | ------------------- | --------- | -------------------------------- |
| janvier 2016 | En cours | Jean-Luc Guillouard | SE        | Négociateur en télécommunication |

| Nom               | Code Insee | Intercommunalité | Superficie (km2) | Population (dernière pop. légale) | Densité (hab./km2) |
| ----------------- | ---------- | ---------------- | ---------------- | --------------------------------- | ------------------ |
| Anguerny (siège)  | 14014      | CC Cœur de Nacre | 2,85             | 726 (2017)                        | 255                |
| Colomby-sur-Thaon | 14170      | CC Cœur de Nacre | 2,76             | 382 (2017)                        | 138                |

## Démographie
L'évolution du nombre d'habitants est connue à travers les recensements de la population effectués dans la commune depuis sa création.
En 2022, la commune comptait 1 356 habitants, en évolution de +20,96 % par rapport à 2016 (Calvados : +1,58 %, France hors Mayotte : +2,11 %).
| 2014  | 2015  | 2016  | 2021  | 2022  |
| ----- | ----- | ----- | ----- | ----- |
| 1 144 | 1 137 | 1 121 | 1 306 | 1 356 |

## Lieux et monuments
- Église Saint-Martin d'Anguerny.
- Église Saint-Vigor de Colomby-sur-Thaon.
- En 2018, un inukshuk, totem inuit, et une rue Bill Ross ont été inaugurés en l'honneur des libérateurs canadiens de 1944[19]
- En 2019, pour souligner les 75 ans du Débarquement de Normandie et la libération de leur commune, l'école primaire de la commune de Colomby-Anguerny est renommée Louis-Valmont-Roy[20].

## Personnalités
- Pierre Bouet (1937), universitaire français, spécialiste des historiens normands et anglo-normands de langue latine, y réside.
- Auguste Makaya (1933-2018), footballeur amateur congolais et français devenu entraîneur, est mort à Colomby-Anguerny.
- Francisque Poulbot (1879-1946), dessinateur et aquarelliste français, posséda une maison à Colomby-sur-Thaon.